# Jensen Plowright
Jensen Plowright (født 15. maj 2000 i Melbourne) er en cykelrytter fra Australien, der er på kontrakt hos Alpecin-Deceuninck.